# خلية تائية مساعدة

مراحل تنشيط خلايا تي الناضجة.

خلية تي مساعدة (بالإنجليزية: Helper T cell) هي مجموعة من الخلايا التائية في الدم لها وظيفة مساعدة في نظام المناعة. تفرز سيتوكين وتصنف في صنفين لكل منهما وظيفة غير الأخرى. أحدهما يسمى خلايا تي مساعدة صنف1 وهي تعمل في استجابة المناعة الخلوية، والمجموعة الأخرى تسمى خلايا تي مساعدة صنف2 وهي تشترك في استجابة المناعة الخلطية. وقد اكتشفت في عام 2005 نوع ثالث من خلايا تي المساعدة؛ وهي تنتج إنترلوكين17 (IL-17) وبهذا تلعب دورا في تنظيم عمليات الالتهابات.

## الصفات العامة لخلايا تي المساعدة
تصنيف خلايا تي المساعدة بصنف1 وصنف2 يتمثل في عمل الخلية اللمفاوية CD4-positive ، وهو ينطبق أيضا على خلايا تي
CD8-positive وخلايا تي غاما دلتا وخلايا γδ-T-cell , وهي ذات مستقبلات لأنتيجين (مولد ضد). الصنف 1 من خلايا تي تعتبر خلايا لمفاوية لها CD4-positive و CD8-positive , وتنتج انترفيرون غاما Interferon-γ (IFN-γ) وإنترلوكين2 IL-2 و TNF-α ، وهي مواد تحاول القضاء على الجسم الدخيل على الجسم.
بالتالي توصف خلايا تي صنف 2 بأنها خلايا لمفاوية ذات مستقبلات CD4-positive أو CD8-positive , وهي تقوم بإنتاج أنواع آخرى من السيتوكينات، مثل إنترلوكين4 [IL-4] وإنترلوكين 5 وإنترلوكين 6 و إنترلوكين10 وإنترلوكين 13
[IL-13] وهي أيضا تكون مقاومة لأنتيجينات.
يعتبر هذا التقسيم مبسطا بسبب تعدد إمكانيات تفاعل خلايا تي في إنتاج سيتوكينات. فنجد في أنسجة الجسم وكذلك في الدم خلايا تي ذات هيكل سيتوكين يتمشى مع كلا الصنفين 1 و 2 للخلايا تي؛ وتسمى تلك الخلايا أحيانا نوع خلية تي-0 .
وقد اكتشف الخلاف بين النوعين خلية تي-1 وخلية تي-2 في عام 1986 على يد «تيم موسمان» و «بربرت كوفمان».

## مراحل تنشيط الخلايا تي
عندما تقابل خلية تي خلية بي قد التهمت مستضد وأصدرت على سطحها مؤشرات بأن المستضد جسم غريب عن الجسم، ويظهر هذا الغريب أو أجزاء منه على معقد MHC التابع للخلية بي. وتلتقط الخلية تي المؤشر وتنضج بمعنى انها تستعد على مقاومة الدخيل، وتفرز في نفس الوقت سيتوكينات لتنشط خلايا تي أخرى. تزداد الخلايا تي المنشطة عن طريق سيتوكينات تفرزها كلا من الخلايا بي اللمفاوية والخلايا تي المنشطة، وبعضها يصبح خلية تي قاتلة، تتفقد الخلايا المصابة بالمستضد وتقضي على المستضدات. بعض الخلايا تي يتحول إلى خلايا بي مساعدة -تفرز سيتوكينات تنشط الخلايا الأكولة الكبيرة macrophages ، وبعض الخلايا تي يتحول إلى خلايا تي ذاكرة.

## اقرأ أيضا
- خلية بائية
- خلية لمفاوية
- خلية تي قاتلة
- نظام المناعة
- خلية أكولة كبيرة
- خلية بي ذاكرة
- خلية تي خام